# 農業経営学
農業経営学（のうぎょうけいえいがく、英: agricultural management studiesなど）は、農学あるいは経済学、経営学の一分野。

農業経営学は、

①土地・資本・労働力・経営者といった経営要素の特性、②経営要素の組み合わせによる経営組織の形成、③その運営・管理、④経営成果の分析と計画等の分野を基礎とする体系性をもちます。しかしそれらは確立した知識として認識すべきものではなく、現実の農業経営の動向やそこで生じる問題に対応して、絶えず内容の更新を迫られるものです。

主な農業経営学系の学部や学科は東京農業大学の国際バイオビジネス学科や秋田県立大学のアグリビジネス学科などがある。
ただ、農業経済学系の学部学科と農業経営学の学部学科を完全区別するのは難しい。なお、農業経済学系の学部学科では農業経営学を学べることも多い。